# Cinquième circonscription de la Moselle
La cinquième circonscription de la Moselle est une circonscription législative située dans la partie nord-est du département de la Moselle, en région Grand Est.

## Description géographique et démographique

### De 1958 à 1986
Le département avait huit circonscriptions.
La cinquième circonscription de la Moselle était composée de :
- canton de Boulay-Moselle
- canton de Bouzonville
- canton de Faulquemont
- canton de Saint-Avold

Source : Journal Officiel du 14-15 Octobre 1958.

### De 1988 à 2010
Le département avait dix circonscriptions.
La cinquième circonscription de la Moselle était délimitée par le découpage électoral de la loi no 86-1197 du 24 novembre 1986
, elle regroupait les divisions administratives suivantes : 
- Canton de Bitche
- Canton de Rohrbach-lès-Bitche
- Canton de Sarralbe
- Canton de Sarreguemines
- Canton de Sarreguemines-Campagne
- Canton de Volmunster.

D'après le recensement général de la population en 1999, réalisé par l'Institut national de la statistique et des études économiques (INSEE), la population de cette circonscription était estimée à 99 980 habitants,.

### Depuis 2012
Le redécoupage des circonscriptions législatives réalisé en 2010 et entrant en application à compter des élections législatives de juin 2012, a modifié le nombre de circonscriptions du département (passant de dix à neuf) et la composition de certaines circonscriptions mais la cinquième circonscription est restée inchangée.
En 2014 a lieu un redécoupage cantonal, qui a modifié les cantons de Bitche, Sarralbe et Sarreguemines et fait disparaitre les cantons de Rohrbach-lès-Bitche, Sarreguemines-Campagne et Volmunster, mais ce redécoupage cantonal n'a pas modifié le découpage des circonscriptions législatives. La 5e circonscription est donc en 2017 identique à ce qu'elle était en 2012,.
Les cantons de Bitche, Rohrbach-lès-Bitche et Volmunster constituent un ensemble culturel cohérent, le « Bitscherland » (Pays de Bitche), alors que les autres cantons sont très fortement polarisés autour de la ville-chef-lieu de Sarreguemines.
Le dialecte francique parlé dans toute la circonscription est une variété du francique rhénan lorrain (Lothringer Rheinfränkisch), également parlé dans l'Alsace bossue voisine et différent des dialectes alsaciens alémaniques.

Carte de la cinquième circonscription de la Moselle de 1958 à 1986
Carte de la cinquième circonscription de la Moselle de 1986 à 2012

## Description politique
La 5e circonscription de Moselle a longtemps été considérée comme un fief inexpugnable de la droite gaulliste puis démocrate-chrétienne. En 1965 le général de Gaulle y réalisait l'un de ses meilleurs score nationaux (86 % des voix au 2e tour contre F. Mitterrand). Par la suite, la circonscription est retournée à ses anciennes tendances de droite plus démocrate-chrétienne. En 1973 elle a élu Jean Seitlinger, ancien proche de Robert Schuman et conseiller général de Rohrbach les Bitche déjà élu député en 1956 et 1958, contre le député sortant gaulliste E.Hinsberger. J.Seitlinger fut réélu facilement en 1978, 1981 et 1986 (où il menait la liste UDF), et ce malgré son opposition à la personnalité de Pierre Messmer, député de la circonscription voisine de Sarrebourg. Ainsi, en 1986 Jean Seitlinger ne put être nommé ministre aux affaires européennes en raison du véto émis par P. Messmer à ce choix. À partir de 1988 cependant, le leadership de Jean Seitlinger sur la droite locale fut contesté par une série de candidat locaux. 
En 1988, il fut réélu en triangulaire contre le maire de Bitche J. Schaeffer (divers-droite) et le candidat de gauche R.Rossler. Seitlinger obtint 39 % des voix contre 30 % à chacun de ses deux opposants. En 1993 le député sortant fut à nouveau mis en ballotage par un candidat divers-droite H.Roth, dont il triompha difficilement (51,5 % des voix au 2e tour). Marquées une fois de plus par ces rivalités récurrentes à droite, les élections de 1997 provoquèrent, dans cette circonscription qui paraissait ancrée à droite, un véritable choc. Le candidat PS G.Maurer, bien implanté dans le canton de Bitche, l'emporta d'une très courte tête (50,2 %) contre le nouveau candidat de droite H.Roth. Les querelles de succession de J.Seitlinger à droite, qui ne se représentait pas, entre H.Roth de Sarralbe et le maire divers-droite de Sarreguemines R.Ludwig favorisèrent cette élection-surprise. On nota par ailleurs une très forte différenciation géographique entre le "Bitscherland" qui choisit largement G.Maurer, et la région de Sarreguemines qui lui préféra H.Roth. En 2002 le maire UMP de Sarreguemines C.Lett l'emporta assez nettement sur le député sortant (57 %). On nota cependant que les divisions de la droite entre candidats du « Bitscherland » et candidat de Sarreguemines se sont à nouveau fait sentir (le divers-droite de Rorhbach lès Bitche D.Zintz obtint 19 % au premier tour) et le candidat PS l'emporta encore dans les 3 cantons du « Bitscherland » au second tour. Le candidat UMP récolta lui des majorités considérables dans les cantons de Sarreguemines et alentours.
Circonscription mi-rurale mi-urbaine, dont la polarisation autour de Sarreguemines reste très largement imparfaite, la 5e circonscription est donc assez orientée à droite. On note cependant que le PS a pu gagner le siège en 1997 grâce aux divisions de la droite et à la très forte implantation locale de son candidat. Par ailleurs l'opposition droite-gauche laisse souvent la place à une opposition régionale entre les candidats du « Bitscherland » et ceux de Sarreguemines, ce dont J. Seitlinger comme G. Maurer ont su jouer. Le FN a connu un succès grandissant aussi bien dans la région de Sarreguemines que dans le « Bitscherland », J.M. Le Pen réalise des scores importants dans l'ensemble de la circonscription et est arrivé en tête en 2002.
Lors de l'élection présidentielle de 1988, la circonscription s'était (à la surprise de beaucoup) prononcée pour F. Mitterrand (52,4 %). En 1995 elle plaçait E. Balladur (25,5 %) en tête devant J.-M. Le Pen (24,9 %), J. Chirac (16 %) et L. Jospin (16 %). Au second tour elle avait choisi J. Chirac (53,9 %). En 2002 elle plaçait J.-M. Le Pen en tête (26,8 %) devant J. Chirac (20,5 %), L. Jospin (11,6 %).
Les échéances présidentielle et législatives de 2007 ont nettement affirmé l’ancrage à droite de la circonscription, accentuant le résultat départemental favorable à celle-ci. Le premier tour de la présidentielle permettait en effet à N. Sarkozy de se placer en tête, obtenant 30,5 % des voix, et augmentant de 10 points le résultat obtenu par J. Chirac en 2002. F. Bayrou obtenait avec un 20,8 % un score nettement supérieur à sa moyenne départementale, et se rapprochant des résultats alsaciens voisins. Il faisait plus que doubler son résultat de 2002, bénéficiant du vote d’un électorat de centre-droit très présent ici. À l’inverse, J-M. Le Pen, qui était arrivé en têt en 2002, chutait de près de 10 points par rapport au score Mégret+ Le Pen de 2002, et ne récoltant plus que 18,3 % des voix. Une partie importante de son électorat s’est à cette occasion déplacée vers N. Sarkozy, voire vers F. Bayrou. Enfin, S. Royal n’obtenait que 16,6 %, un résultat assez proche de celui de L. Jospin en 1995, mais qui se situait nettement en deçà de sa moyenne départementale. Le second tour de scrutin devait amplifier l’avance de N. Sarkozy, qui ralliait sur son nom une très large partie des électeurs UDF et FN du premier tour, et dépassait ici 60 % (61,9 %), réalisant du même coup la meilleure performance d’un candidat de droite dans la circonscription depuis V. Giscard d’Estaing en 1974. Le candidat UMP dépassait 68 % à Volmunster, l’un de ses meilleurs scores mosellans, dépassait 62 % dans l’ensemble des cantons ruraux et s’approchait des 58 % à Sarreguemines. S. Royal réalisait une assez faible performance, en net retrait du résultat de L. Jospin en 1995 (46 %), et était devancée dans l’ensemble des communes de la circonscription, très largement dans les communes rurales d’une partie du Bitscherland et de la région de Sarreguemines Sarralbe.
En dépit de ce très fort score de N. Sarkozy, l’ampleur de la réélection du député sortant, C. Lett, a surpris plus d’un observateur. Opposé à nouveau à l’ancien député PS G. Maurer, par ailleurs conseiller général de Bitche, le maire de Sarreguemines a en effet obtenu un score remarquable, étant réélu dès le premier tour avec 61,4 % des voix, ce qui en fait l’un des députés les mieux élu de France. C. Lett a dépassé la barre des 60 % dans l’ensemble des cantons, à l’exception de celui de Bitche, réalisant même son meilleur résultat au cœur du Bitscherland, à Volmunster, un canton qui avait voté pour G. Maurer en 2002 avec 68,9 %. Il obtenait plus de 62 % à Sarreguemines, Sarralbe, Sarreguemines Campagne et Rohrbach-lès-Bitche, et réalisait même près de 52 % à Bitche, dans le canton de son rival, G. Maurer. Celui-ci subissait par ailleurs une érosion importante, n’obtenant plus que 18,7 % contre 27,1 % en 2002. Il ne dépassait 20 % qu’à Bitche (29 %) et subissait un net recul dans l’ensemble des cantons, aussi à Sarreguemines (17 %) et Sarralbe (15 %) que dans le reste du Bitscherland (17 % à Rohrbach-lès-Bitche, 13 % à Volmunster). La revanche annoncée laissait donc la place à une nette réélection du sortant, dont l’implantation locale s’était désormais étendue à l’ensemble de la circonscription, atténuant de fait les différences électorales en Bitscherland et région de Sarreguemines et Sarralbe. Les candidats Modem et FN ne recueillaient que de faibles scores, 5 % tous les deux, signifiant le report d’une partie importante des électorats de f. Bayrou et de J-M. Le Pen vers le député sortant dès le premier tour.
Si les élections présidentielle et législatives de 2007 ont nettement confirmé l’ancrage à droite de la circonscription, l’amplifiant même nettement tant dans le résultat obtenu par N. Sarkozy au second tour que par la réélection très facile de C. Lett le 10 juin, la géographie électorale de la circonscription a été modifiée précisément par cette évolution. Les différences géographiques entre Bitscherland et pays de Sarreguemines ont de fait été nettement atténuées, tant par la présidentielle que – et c’est plus surprenant – aux législatives, confirmant la force de l’évolution à droite de la circonscription. Les fiefs de N. Sarkozy et C. Lett se confondent à peu près : ils réalisant tous deux leur meilleur score à Volmunster (33,9 % pur Sarkozy au premier tour, 68 % au second, 68 % au premier tour pour C. Lett) confirmant l’orientation à droite de ce canton, où V. Giscard d’Estaing réalisait son meilleur résultat mosellan en 1981 (52 %). Ailleurs, le candidat UMP réalise des performances proches, dépassant 30 % dans l’ensemble des cantons au premier et 60 % au second, de même que C. Lett dépassa 60 % dans tous ces cantons, à l’exception de Bitche, le 10 juin. Le bon score de F. Bayrou dans cette terre marquée par la démocratie chrétienne s’illustre, lui aussi par une forte homogénéité, son meilleur résultat étant de 21,2 % à Rohrbach-lès-Bitche (ancien canton de Jean Seitlinger) et son plus mauvais de 18,8 % à Sarralbe, ailleurs le candidat UDF se situe toujours entre 20 % et 21 % des voix, tant au Bitscherland qu’à Sarreguemines. Cependant, une large partie de ses électeurs n’a pas suivi sa position lors du second tour, et a voté pour N. Sarkozy le 6 mai puis C. Lett le 10 juin, en s’inscrivant ainsi nettement au centre-droit. Installé depuis 1988 à plus de 20 % des voix dans cette circonscription, J-M. Le Pen y assez nettement régressé, tout en réalisant encore 18,3 %. Il résiste plus fortement à Sarralbe (21,3 %) et dans une partie du Bitscherland (19 % à Volmunster et Rohrbach-lès-Bitche) qu’à Sarreguemines et Bitche (16 %). Enfin, la gauche est ici en nette régression, ce qui est visible dans la faible performance réalisée par G. Maurer, pourtant ancien député et élu local, aux législatives : S. Royal a légèrement dépassé 20 % à Sarreguemines, 17 % à Bitche, mais a réalisé des performances très faibles dans le reste du Bitscherland et à Sarralbe. Ce faisant, la gauche est apparue encore plus nettement minoritaire dans cette circonscription, ne dépassant pas 40 % à la présidentielle et ne réussissant pas à mettre C. Lett en ballottage, faisant apparaître les élections de 1997 comme un lointain souvenir. La force des partis de droite est donc sortie plus nette de ces élections.

## Historique des députations
| Législature | Début de mandat | Fin de mandat  | Député              | Parti politique | Observations |
| ----------- | --------------- | -------------- | ------------------- | --------------- | --- |
| Ire         | 9 décembre 1958 | 9 octobre 1962 | Jean Seitlinger     | MRP             | Conseiller général de Rohrbach-lès-Bitche Mandat écourté à la suite d'une dissolution parlementaire décidée par Charles de Gaulle.                                                                       |
| IIe         | 6 décembre 1962 | 2 avril 1967   | Étienne Hinsberger  | UNR-UDT         | Conseiller général de Sarreguemines |
| IIIe        | 3 avril 1967    | 30 mai 1968    | Étienne Hinsberger  | UDVe            | Conseiller général de Sarreguemines Mandat écourté à la suite d'une dissolution parlementaire décidée par Charles de Gaulle.                                                                             |
| IVe         | 11 juillet 1968 | 1er avril 1973 | Étienne Hinsberger  | UDR             | Conseiller général de Sarreguemines |
| Ve          | 2 avril 1973    | 2 avril 1978   | Jean Seitlinger     | CDP/CDS         | Conseiller général de Rohrbach-les-Bitche |
| VIe         | 3 avril 1978    | 22 mai 1981    | Jean Seitlinger     | UDF-CDS         | Conseiller général de Rohrbach-les-Bitche Mandat écourté à la suite d'une dissolution parlementaire décidée par François Mitterrand.                                                                     |
| VIIe        | 2 juillet 1981  | 1er avril 1986 | Jean Seitlinger     | UDF-CDS         | Conseiller général de Rohrbach-les-Bitche |
| VIIIe       | 2 avril 1986    | 14 mai 1988    | Jean Seitlinger     | UDF-CDS         | Conseiller général de Rohrbach-les-Bitche Proportionnelle par département, pas de député par circonscription. Mandat écourté à la suite d'une dissolution parlementaire décidée par François Mitterrand. |
| IXe         | 23 juin 1988    | 1er avril 1993 | Jean Seitlinger     | UDF-CDS         | Conseiller général de Rohrbach-les-Bitche |
| Xe          | 2 avril 1993    | 21 avril 1997  | Jean Seitlinger     | UDF-CDS         | Conseiller général de Rohrbach-les-Bitche Mandat écourté à la suite d'une dissolution parlementaire décidée par Jacques Chirac.                                                                          |
| XIe         | 12 juin 1997    | 18 juin 2002   | Gilbert Maurer      | PS              | Conseiller général de Bitche |
| XIIe        | 19 juin 2002    | 19 juin 2007   | Céleste Lett        | UMP             | Maire de Sarreguemines |
| XIIIe       | 20 juin 2007    | 19 juin 2012   | Céleste Lett        | UMP             | Maire de Sarreguemines |
| XIVe        | 20 juin 2012    | 20 juin 2017   | Céleste Lett        | UMP             | Maire de Sarreguemines |
| XVe         | 21 juin 2017    | 21 juin 2022   | Nicole Gries-Trisse | REM             | |
| XVIe        | 22 juin 2022    | 9 juin 2024    | Vincent Seitlinger  | LR              | Mandat écourté à la suite d'une dissolution parlementaire décidée par Emmanuel Macron. |

## Historique des élections

### Élections de 1958
| Candidat       | Candidat           | Parti          | Premier tour | Premier tour | Second tour | Second tour |  |
| Candidat       | Candidat           | Parti          | Voix         | %            | Voix        | %           |  |
| -------------- | ------------------ | -------------- | ------------ | ------------ | ----------- | ----------- |  |
|                | Félix Mayer élu    | MRP            | 20 394       | 49,39        | 23 103      | 56,97       |  |
|                | Alex Wiltzer       | CNIP           | 9 616        | 23,29        | 14 481      | 35,71       |  |
|                | Willy Mittelberger | CRR            | 6 112        | 14,8         | Retrait     | Retrait     |  |
|                | Gabriel Schlosser  | PCF            | 2 825        | 6,84         | 2 971       | 7,33        |  |
|                | Pierre Thil        | SFIO           | 2 348        | 5,69         | Retrait     | Retrait     |  |
|                |                    |                |              |              |             |             |  |
| Inscrits       | Inscrits           | Inscrits       | 58 518       | 100,00       | 58 510      | 100,00      |  |
| Abstentions    | Abstentions        | Abstentions    | 15 431       | 26,37        | 16 630      | 28,42       |  |
| Votants        | Votants            | Votants        | 43 087       | 73,63        | 41 880      | 71,58       |  |
| Blancs et nuls | Blancs et nuls     | Blancs et nuls | 1 792        | 4,16         | 1 325       | 3,16        |  |
| Exprimés       | Exprimés           | Exprimés       | 41 295       | 95,84        | 40 555      | 96,84       |  |

Le suppléant de Félix Mayer était Pierre Potier, maire de Freyming.

### Élections de 1962
|                | Julien Schvartz élu | UNR-UDT        | 27 413 | 60,3   |  |  |  |
|                | Félix Mayer sortant | MRP            | 14 973 | 32,94  |  |  |  |
|                | Gabriel Schlosser   | PCF            | 3 076  | 6,77   |  |  |  |
|                |                     |                |        |        |  |  |  |
| Inscrits       | Inscrits            | Inscrits       | 64 151 | 100,00 |  |  |  |
| Abstentions    | Abstentions         | Abstentions    | 17 333 | 27,02  |  |  |  |
| Votants        | Votants             | Votants        | 46 818 | 72,98  |  |  |  |
| Blancs et nuls | Blancs et nuls      | Blancs et nuls | 1 356  | 2,9    |  |  |  |
| Exprimés       | Exprimés            | Exprimés       | 45 462 | 97,1   |  |  |  |

Le suppléant de Julien Schvartz était Louis Kieffer, employé, adjoint au maire de Saint-Avold.

### Élections de 1967
|                | Julien Schvartz sortant réélu | UD-Ve          | 28 959 | 54,14  |  |  |  |
|                | Roger Hen                     | CD (PDM)       | 10 192 | 19,05  |  |  |  |
|                | Marcel Zieder                 | PCF            | 8 876  | 16,59  |  |  |  |
|                | Joseph Koestner               | FGDS           | 5 466  | 10,22  |  |  |  |
|                |                               |                |        |        |  |  |  |
| Inscrits       | Inscrits                      | Inscrits       | 64 718 | 100,00 |  |  |  |
| Abstentions    | Abstentions                   | Abstentions    | 9 319  | 14,4   |  |  |  |
| Votants        | Votants                       | Votants        | 55 399 | 85,6   |  |  |  |
| Blancs et nuls | Blancs et nuls                | Blancs et nuls | 1 906  | 3,44   |  |  |  |
| Exprimés       | Exprimés                      | Exprimés       | 53 493 | 96,56  |  |  |  |

Le suppléant de Julien Schvartz était Louis Kieffer, deuxième adjoint au maire de Saint-Avold.

### Élections de 1968
|                | Julien Schvartz sortant réélu | UDR (URP)      | 32 355 | 62,73  |  |  |  |
|                | Robert Pérussel               | FGDS (SFIO)    | 6 810  | 13,2   |  |  |  |
|                | Norbert Ahr                   | CD (PDM)       | 6 612  | 12,82  |  |  |  |
|                | Marcel Zieder                 | PCF            | 5 801  | 11,25  |  |  |  |
|                |                               |                |        |        |  |  |  |
| Inscrits       | Inscrits                      | Inscrits       | 68 483 | 100,00 |  |  |  |
| Abstentions    | Abstentions                   | Abstentions    | 15 459 | 22,57  |  |  |  |
| Votants        | Votants                       | Votants        | 53 024 | 77,43  |  |  |  |
| Blancs et nuls | Blancs et nuls                | Blancs et nuls | 1 446  | 2,73   |  |  |  |
| Exprimés       | Exprimés                      | Exprimés       | 51 578 | 97,27  |  |  |  |

Le suppléant de Julien Schvartz était Louis Kieffer.

### Élections de 1973
| Candidat       | Candidat                      | Parti          | Premier tour | Premier tour | Second tour | Second tour |  |
| Candidat       | Candidat                      | Parti          | Voix         | %            | Voix        | %           |  |
| -------------- | ----------------------------- | -------------- | ------------ | ------------ | ----------- | ----------- |  |
|                | Julien Schvartz sortant réélu | UDR (URP)      | 21 109       | 38,44        | 23 884      | 41,18       |  |
|                | Roger Hesse                   | CD (MR)        | 15 605       | 28,41        | 15 917      | 27,44       |  |
|                | André Podsiadlo               | PS (UGSD)      | 10 797       | 19,66        | 18 203      | 31,38       |  |
|                | Marcel Zieder                 | PCF            | 7 410        | 13,49        | Retrait     | Retrait     |  |
|                |                               |                |              |              |             |             |  |
| Inscrits       | Inscrits                      | Inscrits       | 73 841       | 100,00       | 73 834      | 100,00      |  |
| Abstentions    | Abstentions                   | Abstentions    | 17 151       | 23,23        | 14 812      | 20,06       |  |
| Votants        | Votants                       | Votants        | 56 690       | 76,77        | 59 022      | 79,94       |  |
| Blancs et nuls | Blancs et nuls                | Blancs et nuls | 1 769        | 3,12         | 1 018       | 1,72        |  |
| Exprimés       | Exprimés                      | Exprimés       | 54 921       | 96,88        | 58 004      | 98,28       |  |

Le suppléant de Julien Schvartz était Henri Muller, premier adjoint au maire de Freyming-Merlebach.

### Élections de 1978
| Candidat       | Candidat                      | Parti          | Premier tour | Premier tour | Second tour | Second tour |  |
| Candidat       | Candidat                      | Parti          | Voix         | %            | Voix        | %           |  |
| -------------- | ----------------------------- | -------------- | ------------ | ------------ | ----------- | ----------- |  |
|                | Julien Schvartz sortant réélu | RPR            | 29 118       | 41,76        | 38 054      | 54,41       |  |
|                | Lucien Chevalier              | PS             | 16 756       | 24,03        | 31 887      | 45,59       |  |
|                | Armand Nau                    | UDF (CDS)      | 10 658       | 15,29        |             |             |  |
|                | Marcel Zieder                 | PCF            | 8 596        | 12,33        |             |             |  |
|                | Roger Lawrynowicz             | PSU (FA)       | 3 060        | 4,39         |             |             |  |
|                | Serge Sapin                   | LO             | 1 534        | 2,2          |             |             |  |
|                |                               |                |              |              |             |             |  |
| Inscrits       | Inscrits                      | Inscrits       | 88 362       | 100,00       | 88 368      | 100,00      |  |
| Abstentions    | Abstentions                   | Abstentions    | 16 847       | 19,07        | 16 841      | 19,06       |  |
| Votants        | Votants                       | Votants        | 71 515       | 80,93        | 71 527      | 80,94       |  |
| Blancs et nuls | Blancs et nuls                | Blancs et nuls | 1 793        | 2,51         | 1 586       | 2,22        |  |
| Exprimés       | Exprimés                      | Exprimés       | 69 722       | 97,49        | 69 941      | 97,78       |  |

Le suppléant de Julien Schvartz était Gérald Jawurek, employé, adjoint au maire de Saint-Avold.

### Élections de 1981
|                | Charles Metzinger élu   | PS             | 30 781 | 51,98  |  |  |  |
|                | Julien Schvartz sortant | RPR (UNM)      | 24 795 | 41,87  |  |  |  |
|                | Marcel Zieder           | PCF            | 3 643  | 6,15   |  |  |  |
|                |                         |                |        |        |  |  |  |
| Inscrits       | Inscrits                | Inscrits       | 93 010 | 100,00 |  |  |  |
| Abstentions    | Abstentions             | Abstentions    | 32 494 | 34,94  |  |  |  |
| Votants        | Votants                 | Votants        | 60 516 | 65,06  |  |  |  |
| Blancs et nuls | Blancs et nuls          | Blancs et nuls | 1 297  | 2,14   |  |  |  |
| Exprimés       | Exprimés                | Exprimés       | 59 219 | 97,86  |  |  |  |

Le suppléant de Charles Metzinger était Roger Hesling, agriculteur-éleveur à Many.

### Élections de 1988
| Candidat       | Candidat                      | Parti           | Premier tour | Premier tour | Second tour | Second tour |  |
| Candidat       | Candidat                      | Parti           | Voix         | %            | Voix        | %           |  |
| -------------- | ----------------------------- | --------------- | ------------ | ------------ | ----------- | ----------- |  |
|                | Jean Seitlinger sortant réélu | UDF (CDS) (URC) | 15 034       | 33,76        | 19 043      | 39,26       |  |
|                | Joseph Schaefer               | Divers droite   | 12 458       | 27,97        | 14 779      | 30,47       |  |
|                | Robert Rossler                | PS              | 10 834       | 24,33        | 14 687      | 30,28       |  |
|                | Jean-Marie Kiffer             | FN              | 4 635        | 10,41        |             |             |  |
|                | Fernand Beckrich              | PCF             | 1 093        | 2,45         |             |             |  |
|                | Brigitte Guerriero            | POE             | 481          | 1,08         |             |             |  |
|                |                               |                 |              |              |             |             |  |
| Inscrits       | Inscrits                      | Inscrits        | 70 395       | 100,00       | 70 379      | 100,00      |  |
| Abstentions    | Abstentions                   | Abstentions     | 24 215       | 34,4         | 20 243      | 28,76       |  |
| Votants        | Votants                       | Votants         | 46 180       | 65,6         | 50 136      | 71,24       |  |
| Blancs et nuls | Blancs et nuls                | Blancs et nuls  | 1 645        | 3,56         | 1 627       | 3,25        |  |
| Exprimés       | Exprimés                      | Exprimés        | 44 535       | 96,44        | 48 509      | 96,75       |  |

Le suppléant de Jean Seitlinger était Georges Faivre.

### Élections de 1993
| Candidat       | Candidat                      | Parti          | Premier tour | Premier tour | Second tour | Second tour |  |
| Candidat       | Candidat                      | Parti          | Voix         | %            | Voix        | %           |  |
| -------------- | ----------------------------- | -------------- | ------------ | ------------ | ----------- | ----------- |  |
|                | Jean Seitlinger sortant réélu | UDF (CDS)      | 14 384       | 32,78        | 20 548      | 51,5        |  |
|                | Hubert Roth                   | Divers droite  | 10 616       | 24,2         | 19 351      | 48,5        |  |
|                | Jacqueline Berger             | FN             | 5 724        | 13,05        |             |             |  |
|                | Gilbert Maurer                | PS (ADFP)      | 4 810        | 10,96        |             |             |  |
|                | Gilbert Poirot                | Les Verts (EÉ) | 2 768        | 6,31         |             |             |  |
|                | Bienvenue Amoros              | LT-LNÉ         | 2 108        | 4,8          |             |             |  |
|                | Daniel Gauer                  | Divers         | 1 957        | 4,46         |             |             |  |
|                | Fernand Beckrich              | PCF            | 1 092        | 2,49         |             |             |  |
|                | Stéphane Kiffer               | CNIP           | 416          | 0,95         |             |             |  |
|                |                               |                |              |              |             |             |  |
| Inscrits       | Inscrits                      | Inscrits       | 71 818       | 100,00       | 71 796      | 100,00      |  |
| Abstentions    | Abstentions                   | Abstentions    | 24 824       | 34,57        | 26 254      | 36,57       |  |
| Votants        | Votants                       | Votants        | 46 994       | 65,43        | 45 542      | 63,43       |  |
| Blancs et nuls | Blancs et nuls                | Blancs et nuls | 3 119        | 6,64         | 5 643       | 12,39       |  |
| Exprimés       | Exprimés                      | Exprimés       | 43 875       | 93,36        | 39 899      | 87,61       |  |

Le suppléant de Jean Seitlinger était Alex Staub, RPR, conseiller général du canton de Sarralbe.

### Élections de 1997
| Candidat       | Candidat           | Parti          | Premier tour | Premier tour | Second tour | Second tour |  |
| Candidat       | Candidat           | Parti          | Voix         | %            | Voix        | %           |  |
| -------------- | ------------------ | -------------- | ------------ | ------------ | ----------- | ----------- |  |
|                | Hubert Roth        | RPR            | 12 026       | 27,08        | 22 487      | 49,73       |  |
|                | Gilbert Maurer élu | PS             | 9 962        | 21,75        | 22 732      | 50,27       |  |
|                | Jean-Louis Berger  | FN             | 8 814        | 19,85        |             |             |  |
|                | René Ludwig        | Divers droite  | 7 328        | 16,5         |             |             |  |
|                | Dominique Schenck  | GÉ             | 2 924        | 6,58         |             |             |  |
|                | Pierre Cristinelli | LDI (MPF)      | 2 056        | 4,63         |             |             |  |
|                | Fernand Beckrich   | PCF            | 1 603        | 3,61         |             |             |  |
|                |                    |                |              |              |             |             |  |
| Inscrits       | Inscrits           | Inscrits       | 71 603       | 100,00       | 71 595      | 100,00      |  |
| Abstentions    | Abstentions        | Abstentions    | 24 027       | 33,56        | 22 144      | 30,93       |  |
| Votants        | Votants            | Votants        | 47 576       | 66,44        | 49 451      | 69,07       |  |
| Blancs et nuls | Blancs et nuls     | Blancs et nuls | 3 163        | 6,65         | 4 232       | 8,56        |  |
| Exprimés       | Exprimés           | Exprimés       | 44 413       | 93,35        | 45 219      | 91,44       |  |

Le suppléant de Gilbert Maurer était André Dartevelle, chef d'établissement de La Poste.

### Élections de 2002
| Candidat       | Candidat               | Parti            | Premier tour | Premier tour | Second tour | Second tour |  |
| Candidat       | Candidat               | Parti            | Voix         | %            | Voix        | %           |  |
| -------------- | ---------------------- | ---------------- | ------------ | ------------ | ----------- | ----------- |  |
|                | Céleste Lett élu       | UMP              | 14 258       | 34,88        | 22 021      | 57,11       |  |
|                | Gilbert Maurer sortant | PS               | 11 068       | 27,08        | 16 536      | 42,89       |  |
|                | Daniel Zintz           | Divers droite    | 7 008        | 17,14        |             |             |  |
|                | Nathalie Pigeot        | FN               | 5 078        | 12,42        |             |             |  |
|                | Pierre Cristinelli     | MPF              | 1 506        | 3,68         |             |             |  |
|                | André Dartevelle       | Pôle républicain | 628          | 1,54         |             |             |  |
|                | Diane Bousset          | LO               | 524          | 1,28         |             |             |  |
|                | Pascal Logeard         | GÉ               | 473          | 1,16         |             |             |  |
|                | Denise Back            | MNR              | 332          | 0,81         |             |             |  |
|                |                        |                  |              |              |             |             |  |
| Inscrits       | Inscrits               | Inscrits         | 73 938       | 100,00       | 73 928      | 100,00      |  |
| Abstentions    | Abstentions            | Abstentions      | 32 009       | 43,29        | 33 659      | 45,53       |  |
| Votants        | Votants                | Votants          | 41 929       | 56,71        | 40 269      | 54,47       |  |
| Blancs et nuls | Blancs et nuls         | Blancs et nuls   | 1 054        | 2,51         | 1 712       | 4,25        |  |
| Exprimés       | Exprimés               | Exprimés         | 40 875       | 97,49        | 38 557      | 95,75       |  |

Le suppléant de Céleste Lett était Alex Staub, commerçant, de Puttelange-aux-Lacs, conseiller général du canton de Sarralbe.

### Élections de 2007
|                | Céleste Lett sortant réélu | UMP            | 24 017 | 61,38  |  |  |  |
|                | Gilbert Maurer             | PS             | 7 335  | 18,75  |  |  |  |
|                | Astrid Koerperich          | FN             | 2 171  | 5,55   |  |  |  |
|                | Daniele Douet              | UDF–MoDem      | 1 977  | 5,05   |  |  |  |
|                | Jean Minnaert              | Les Verts      | 973    | 2,49   |  |  |  |
|                | Nicole Mussle              | LCR            | 703    | 1,8    |  |  |  |
|                | Claire Dreidemy            | PT             | 452    | 1,16   |  |  |  |
|                | Diane Bousset              | LO             | 406    | 1,04   |  |  |  |
|                | Dieter Ahrens              | MNR            | 302    | 0,77   |  |  |  |
|                | Andrée Jacques             | MPF            | 275    | 0,7    |  |  |  |
|                | Céline Chamagne            | PCF            | 273    | 0,7    |  |  |  |
|                | François Weislinger        | Divers         | 244    | 0,62   |  |  |  |
|                |                            |                |        |        |  |  |  |
| Inscrits       | Inscrits                   | Inscrits       | 75 379 | 100,00 |  |  |  |
| Abstentions    | Abstentions                | Abstentions    | 35 083 | 46,54  |  |  |  |
| Votants        | Votants                    | Votants        | 40 296 | 53,46  |  |  |  |
| Blancs et nuls | Blancs et nuls             | Blancs et nuls | 1 168  | 2,9    |  |  |  |
| Exprimés       | Exprimés                   | Exprimés       | 39 128 | 97,1   |  |  |  |

### Élections de 2012
| Candidat       | Candidat                   | Parti          | Premier tour | Premier tour | Second tour | Second tour |  |
| Candidat       | Candidat                   | Parti          | Voix         | %            | Voix        | %           |  |
| -------------- | -------------------------- | -------------- | ------------ | ------------ | ----------- | ----------- |  |
|                | Céleste Lett sortant réélu | UMP            | 16 744       | 43,00        | 21 721      | 60,24       |  |
|                | Angèle Dufflo              | PS             | 9 714        | 24,94        | 14 334      | 39,76       |  |
|                | Philippe-Marcel Armand     | RBM (FN)       | 8 071        | 20,73        |             |             |  |
|                | Michel Uhring              | Divers         | 1 663        | 4,27         |             |             |  |
|                | Alphonse Walter            | FG (GU) (PCF)  | 1 294        | 3,32         |             |             |  |
|                | Sandra Pépino              | MÉI            | 639          | 1,64         |             |             |  |
|                | Carmen Eichert             | POI            | 284          | 0,73         |             |             |  |
|                | Arnaud Santimaria          | DLR            | 270          | 0,69         |             |             |  |
|                | Yann Lucas                 | LO             | 263          | 0,68         |             |             |  |
|                |                            |                |              |              |             |             |  |
| Inscrits       | Inscrits                   | Inscrits       | 74 632       | 100,00       | 74 623      | 100,00      |  |
| Abstentions    | Abstentions                | Abstentions    | 34 839       | 46,68        | 36 783      | 49,29       |  |
| Votants        | Votants                    | Votants        | 39 793       | 53,32        | 37 840      | 50,71       |  |
| Blancs et nuls | Blancs et nuls             | Blancs et nuls | 851          | 2,14         | 1 785       | 4,72        |  |
| Exprimés       | Exprimés                   | Exprimés       | 38 942       | 97,86        | 36 055      | 95,28       |  |

### Élections de 2017
|                                                                             |                                                                                       |                           |                           |                          |                          |
|                                                                             |                                                                                       | Premier tour 11 juin 2017 | Premier tour 11 juin 2017 | Second tour 18 juin 2017 | Second tour 18 juin 2017 |
|                                                                             |                                                                                       |                           |                           |                          |                          |
|                                                                             |                                                                                       | Nombre                    | % des inscrits            | Nombre                   | % des inscrits           |
| Inscrits                                                                    | Inscrits                                                                              | 73 982                    | 100,00                    | 73 972                   | 100,00                   |
| Abstentions                                                                 | Abstentions                                                                           | 41 438                    | 56,01                     | 43 460                   | 58,75                    |
| Votants                                                                     | Votants                                                                               | 32 544                    | 43,99                     | 30 512                   | 41,25                    |
|                                                                             |                                                                                       |                           | % des votants             |                          | % des votants            |
| Bulletins blancs                                                            | Bulletins blancs                                                                      | 564                       | 1,73                      | 1 585                    | 5,19                     |
| Bulletins nuls                                                              | Bulletins nuls                                                                        | 211                       | 0,65                      | 722                      | 2,37                     |
| Suffrages exprimés                                                          | Suffrages exprimés                                                                    | 31 769                    | 97,62                     | 28 205                   | 92,44                    |
|                                                                             |                                                                                       |                           |                           |                          |                          |
| Candidat Étiquette politique (partis et alliances)                          | Candidat Étiquette politique (partis et alliances)                                    | Voix                      | % des exprimés            | Voix                     | % des exprimés           |
|                                                                             |                                                                                       |                           |                           |                          |                          |
|                                                                             | Céleste Lett (député sortant) Les Républicains (Union des démocrates et indépendants) | 9 123                     | 28,72                     | 13 676                   | 48,49                    |
|                                                                             | Nicole Trisse La République en marche                                                 | 7 775                     | 24,47                     | 14 529                   | 51,51                    |
|                                                                             | Pascal Jenft Front national                                                           | 5 478                     | 17,24                     |                          |                          |
|                                                                             | David Suck Union des démocrates et indépendants                                       | 4 193                     | 13,20                     |                          |                          |
|                                                                             | Brigitte Blang La France insoumise                                                    | 2 092                     | 6,59                      |                          |                          |
|                                                                             | Angèle Dufflo Parti socialiste                                                        | 823                       | 2,59                      |                          |                          |
|                                                                             | Élisabeth Parachini Europe Écologie Les Verts                                         | 549                       | 1,73                      |                          |                          |
|                                                                             | Solenne Schaff Debout la France                                                       | 457                       | 1,44                      |                          |                          |
|                                                                             | Chantal Uhring Régionaliste (57-Le Parti des Mosellans)                               | 264                       | 0,83                      |                          |                          |
|                                                                             | Bernadette Hilpert Parti communiste français                                          | 218                       | 0,69                      |                          |                          |
|                                                                             | Sébastien Ollier Lutte ouvrière                                                       | 193                       | 0,61                      |                          |                          |
|                                                                             | Ramazan Dogan Divers (Parti égalité et justice)                                       | 193                       | 0,61                      |                          |                          |
|                                                                             | Yvonne Wentzel Divers (Union populaire républicaine)                                  | 145                       | 0,46                      |                          |                          |
|                                                                             | Jacqueline Berger Divers (Civitas)                                                    | 142                       | 0,45                      |                          |                          |
|                                                                             | Daniella Bettenfeld Extrême gauche (Parti ouvrier indépendant démocratique)           | 124                       | 0,39                      |                          |                          |
| Source : Ministère de l'Intérieur - Cinquième circonscription de la Moselle |                                                                                       |                           |                           |                          |                          |

### Élections de 2022
| Résultats des élections législatives des 12 et 19 juin 2022 de la 5e circonscription de la Moselle |                          |                          |                          |              |              |             |             |
| Candidat                                                                                           | Candidat                 | Parti et coalition       | Nuance                   | Premier tour | Premier tour | Second tour | Second tour |
| Candidat                                                                                           | Candidat                 | Parti et coalition       | Nuance                   | Voix         | %            | Voix        | %           |
| | Marie-Claude Voinçon     | RN                       | RN                       | 7 498        | 25,88        | 11 348      | 40,88       |
| | Vincent Seitlinger       | LR (UDC)                 | LR                       | 7 108        | 24,53        | 16 413      | 59,12       |
| | Nicole Trisse            | LREM (Ens)               | ENS                      | 6 802        | 23,48        |             |             |
| | Caroline Racine          | PS (NUPES)               | NUP                      | 4 216        | 14,55        |             |             |
| | Sabrina Sellini          | REC                      | REC                      | 1 354        | 4,67         |             |             |
| | François Bourbeau        | DVD                      | DVC                      | 930          | 3,21         |             |             |
| | Brigitte Toussaint       | DLF (UPF)                | DSV                      | 589          | 2,03         |             |             |
| | Sébastien Ollier         | LO                       | DXG                      | 474          | 1,64         |             |             |
| Votes valides                                                                                      | Votes valides            | Votes valides            | Votes valides            | 28 971       | 97,68        | 27 761      | 95,11       |
| Votes blancs                                                                                       | Votes blancs             | Votes blancs             | Votes blancs             | 509          | 1,72         | 1 059       | 3,63        |
| Votes nuls                                                                                         | Votes nuls               | Votes nuls               | Votes nuls               | 180          | 0,61         | 367         | 1,26        |
| Total                                                                                              | Total                    | Total                    | Total                    | 29 660       | 100          | 29 187      | 100         |
| Abstention                                                                                         | Abstention               | Abstention               | Abstention               | 42 765       | 59,05        | 43 251      | 59,71       |
| Inscrits / participation                                                                           | Inscrits / participation | Inscrits / participation | Inscrits / participation | 72 425       | 40,95        | 72 438      | 40,29       |

### Élections de 2024
Les élections législatives anticipées des 30 juin et 7 juillet de la 5e circonscription de la Moselle ont placé en tête Pascal Jenft candidat Rassemblement national. Loin derrière lui le candidat dissident Les Républicains et député sortant Vincent Seitlinger. Au second tour Pascal Jenft l'emporte avec 52,64 % des suffrages.
| Candidat                 | Candidat                 | Parti et coalition        | Nuance                   | Premier tour | Premier tour | Second tour | Second tour |
| Candidat                 | Candidat                 | Parti et coalition        | Nuance                   | Voix         | %            | Voix        | %           |
| ------------------------ | ------------------------ | ------------------------- | ------------------------ | ------------ | ------------ | ----------- | ----------- |
|                          | Pascal Jenft             | RN                        | UXD                      | 20 884       | 47,52        | 23 583      | 52,64       |
|                          | Vincent Seitlinger       | LR                        | LR diss                  | 15 045       | 34,23        | 21 219      | 47,36       |
|                          | Lisa Lahore              | LFI                       | NFP                      | 5 439        | 12,38        |             |             |
|                          | Denis Lieb               | 57-Le Parti des Mosellans | Reg                      | 1 128        | 2,57         |             |             |
|                          | Hervé Hocquet            | DLF                       | DS                       | 552          | 1,26         |             |             |
|                          | Gilles Sebastian         | LO                        | DXG                      | 453          | 1,03         |             |             |
|                          | Stéphane Marchand        | Reconquête                | Rec                      | 449          | 1,02         |             |             |
|                          |                          |                           |                          |              |              |             |             |
| Votes valides            | Votes valides            | Votes valides             | Votes valides            | 43 950       | 60,96        | 44 803      | 62,14       |
| Votes blancs             | Votes blancs             | Votes blancs              | Votes blancs             | 763          | 1,06         | 1 154       | 1,60        |
| Votes nuls               | Votes nuls               | Votes nuls                | Votes nuls               | 405          | 0,56         | 385         | 0,53        |
| Total                    | Total                    | Total                     | Total                    | 45 118       | 100          | 46 342      | 100         |
| Abstention               | Abstention               | Abstention                | Abstention               | 26 977       | 37,42        | 27 760      | 35,73       |
| Inscrits / participation | Inscrits / participation | Inscrits / participation  | Inscrits / participation | 72 095       | 62,58        | 72 102      | 64,27       |